# Proteína periférica de membrana
Una proteína periférica o proteína extrínseca es aquella proteína de membrana que se encuentra unida a esta mediante uniones no covalentes (débiles), de forma que es fácil separarla de la membrana mediante solubilización al someterla a un medio con alta concentración de sal (p.ej. 0,3M KCl). Las proteínas periféricas se encuentran tanto en el dominio extracitosólico de la membrana como en el dominio citosólico, aunque mayoritariamente en este último. El concepto de proteína periférica se opone al de proteína integral.

## Unión a la membrana
La unión de estas proteínas a la membrana se debe, como se ha comentado, a uniones no covalentes, concretamente mediante enlaces de hidrógeno y fuerzas electrostáticas. No intervienen sin embargo fuerzas hidrófobas, ya que las proteínas periféricas sólo interactúan con la zona exterior de la membrana, nunca con su interior hidrófobo. Se unen bien a la cabeza polar de los lípidos de la bicapa o a regiones de proteínas transmembranales. En general son globulares e hidrofílicas, ya que al estar en la "periferia" de la membrana están expuestas o bien al medio acuoso citosólico o extracitosólico.
Normalmente se ha considerado más importante la unión a proteínas transmembrana, pero la unión a lípidos se ha constatado fundamental, por ejemplo en procesos de señalización celular. Se han caracterizado diversos motivos de unión a lípidos, como PH (del inglés  Pleckstrin homology domain por ser la plecktrina la primera proteína en la que se descubrió) que es el sitio de unión a fosfoinosítidos PIP2 o PIP3, un tipo especial de lípidos de membrana. También el motivo C2, que se puede hallar en la Proteinkinasa C y en fosfolipasas.
Debido a no sólo su función en las vías de señalización en el citosol, sino también a su participación en la estructura del citoesqueleto, es más frecuente su presencia en el dominio citosólico. Ejemplo de estas últimas son ankirina, talina, distrofina y cateninas. También Forma parte del sistema nervioso y está conformado por las neuronas y las neuroglias.

## Funciones de las Proteínas
- Sirven como receptoras para moléculas mensajeras como lo que son las hormonas.
- Confieren cierta identidad a la célula.
- Establecen uniones con los microfilamentos que rodean la membrana.